# Vinokino
Vinokino est un festival de cinéma annuel, qui a lieu en Finlande, entièrement consacré à la thématique gay et lesbienne, à la création artistique et à la réflexion visuelle sur la sexualité. Le festival a débuté en 1991 dans la ville de Turku, organisé par la Turun seudun Seta (ce qui signifie en français « Seta de la région de Turku »), acronymisé TuSeta, qui est la section locale de la Seta, principale association nationale finlandaise pour les droits LGBTI. Initialement, le festival a été appelé Pervoplanet, (ce qui signifie « planète perverse »). Le nom actuel complet du festival Vinokino, toisin katsoen signifie en français : « Cinéma oblique, voir autrement ». En 2006, le festival s'est étendu à Helsinki, la capitale du pays. Il propose désormais le même programme dans les deux villes et, par ailleurs, montre de petites sélections de films dans les villes de Jyväskylä, Oulu et Tampere. Le festival a son siège à Turku, qui est aussi le lieu où démarre les séances de projection, qui se déroulent d'octobre à novembre, et durent généralement trois jours dans chaque ville. 
Vinokino est le seul festival de cinéma en Finlande présentant exclusivement des films gays et lesbiens, et ceci à tout le public. (Le site officiel du festival proclame dès sa page d’accueil : « Vinokino est destiné à quiconque s'intéresse à de bons films. Juste pour tout le monde »). Le programme se compose généralement d'un certain nombre de longs-métrages, des documentaires, et au moins deux sélections de courts-métrages. Tous les films sont en anglais ou sous-titrés en anglais. 